# Streptopsyche
Streptopsyche är ett släkte av nattsländor. Streptopsyche ingår i familjen ryssjenattsländor.
Kladogram enligt Catalogue of Life:
| Streptopsyche | \| \| Streptopsyche antilles \| \| \| \| \| \| Streptopsyche davisorum \| \| \| \| \| \| Streptopsyche parander \| \| \| \| |
|               | \| \| Streptopsyche antilles \| \| \| \| \| \| Streptopsyche davisorum \| \| \| \| \| \| Streptopsyche parander \| \| \| \| |
|               | Streptopsyche antilles |
|               | |
|               | Streptopsyche davisorum |
|               | |
|               | Streptopsyche parander |
|               | |